# Theodor Bergh
Christian Theodor Bergh (født 12. juni 1830 i København, død 19. september 1907 på Frederiksberg) var en dansk litograf.
Berghs forældre var skibsfører, løjtnant, senere rodemester Jens Hansen Bergh og Karen født Christensen. Han blev udlært som litograf hos Carl Otto, der havde overtaget Brdr. Berlings litografiske Institut, og gik på Kunstakademiet 1846-50 samt 1853. Bergh var også på flere studierejser til udlandet med uderstøttelse fra Den Reiersenske Fond. Han udstillede på Charlottenborg Forårsudstilling 1852 (bl.a. tegnede Portrætter).
1854 grundlagde han Th. Berghs lithografiske Institut i København, som eksisterede til 1895. Hans arbejde på dette felt indbragte ham en svensk Fortjenstmedalje for kunst og videnskab i guld 1861 og en medalje af 1. klasse på den nordiske udstilling 1872 for litografier.
Af hans litografier efter kunstneres værker kan nævnes 111 til F.L. Liebenbergs udgave af Ludvig Holbergs Peder Paars efter Wilhelm Marstrands tegninger (1863) samt efter samme kunstner 16 blade til Don Quixote. Bergh har desuden litograferet efter tegninger af Vilhelm Pedersen, Carl Bøgh og Constantin Hansen; har udført adskillige litografier til videnskabelige værker, således tavlerne til Henry Petersens bøger om danske sigiller, til flere af Videnskabernes Selskabs skrifter og til Grønlands geologiske og geografiske Undersøgelse. 
Han er begravet på Frederiksberg Ældre Kirkegård.